# 大倉飯店
大倉飯店株式會社（英文Hotel Okura Co., Ltd.）是日本飯店營運集團的持股公司。
該集團營運的東京大倉飯店（虎之門二丁目）是日本的知名老牌飯店，與東京帝國飯店、新大谷飯店合稱飯店「御三家」。2015年（平成27年）10月1日，連鎖飯店（大倉飯店及渡假村）營運部門由子公司大倉日航飯店管理繼承。

## 概要
大倉飯店由大倉喜八郎長男、大倉財閥第二代掌門人大倉喜七郎創立。
東京本館位於大倉邸建地，別館則是日本航空創業者松方三郎邸建地。建地內有日本私立美術館先驅「大倉集古館」（1917年（大正6年）8月開館），展出大倉家的收藏品。
2008年（平成20年）5月30日，與有合作關係的麗嘉皇家酒店營運公司麗嘉皇家酒店集團進行戰略合作，合組住宿業務營銷的株式會社Orange Marketing Service Japan。同年6月成立，同年7月開始營運。2015年10月1日與日航飯店集團合併（現大倉日航飯店管理）。

## 沿革
- 1958年（昭和33年）12月11日 - 創立大成觀光株式會社
- 1959年（昭和34年）7月27日 - 飯店定名為大倉飯店
- 1962年（昭和37年）5月20日 - 大倉飯店（現東京大倉飯店）開幕
- 1963年（昭和38年）5月 - 會員組織「大倉俱樂部」成立
- 1966年（昭和41年）2月15日 - 首度踏出海外，於印尼成立薩穆德拉海灘飯店
- 1971年（昭和47年）7月 - 會員組織重組為「大倉國際俱樂部」（O.C.I）
- 1978年（昭和53年）9月1日 - 8飯店組成大倉飯店連鎖店
- 1987年（昭和62年）1月1日 - 公司名改為株式會社大倉飯店
- 1996年（平成 8年） - 創設大倉飯店音樂獎（日语：ホテルオークラ音楽賞）
- 1998年（平成10年）1月1日 - 集團名由大倉飯店連鎖店更名為大倉飯店及渡假村(OHR)
- 2001年（平成13年）
  - 4月1日 - 設立地方飯店品牌大倉先鋒精選飯店
  - 10月1日 - 株式會社東京大倉飯店為分公司
- 2006年（平成18年）10月31日 - 與悅榕控股簽署合作契約
- 2007年（平成19年）9月4日 - 與泰姬陵酒店與假日宮殿公司簽署合作契約
- 2008年（平成20年）5月30日 - 與株式會社麗嘉皇家酒店（日语：リーガロイヤルホテル）簽署合作契約
- 2010年（平成22年）9月30日 - 從重整中的日本航空中取得日航飯店（現大倉日航飯店管理）79.6%股份
- 2011年（平成23年）4月1日 - 與The Private Label Company簽署海外營業活動業務合作契約
- 2012年（平成24年）
  - 4月10日 - 與日航飯店預約系統整合
  - 5月1日 - 重組「大倉國際俱樂部」
- 2015年（平成27年）
  - 8月31日 - 東京大倉飯店本館閉館，預定2019年春季重新開幕。
  - 10月1日 - 連鎖飯店營運部門由日航飯店繼承，日航飯店更名為大倉日航飯店管理。

## 大倉飯店及渡假村

### 國內連鎖

#### City
- 北海道
  - 札幌大倉飯店（北海道札幌市） - 1980年4月25日，關兵精麥（日语：関兵精麦）及子公司ALPHA CORPORATION（日语：星野リゾート トマム）（アルファコーポレーション）與大倉飯店合作推出「札幌ALPHA飯店」。隨著ALPHA CORPORATION經營惡化，1997年11月退出OHR（1998年倒閉後由加森觀光（日语：加森観光）接手）。2003年，大倉飯店、關兵精麥、加森觀光等出資成立株式會社札幌大倉飯店，同年6月15日重新開幕，加盟OHR。
- 關東地方
  - 東京大倉飯店（東京都港區） - 原名大倉飯店。1962年5月20日開幕、1973年12月1日別館開幕，2004年10月29日改為現名
    - 2011年12月2日，獲《米其林指南東京、橫濱、湘南2012》「舒適飯店排名」的「黑5」評價

  - 東京東方21世紀飯店（日语：ホテルイースト21東京）（東京都江東區） - 位於東京東方21世紀（日语：東京イースト21）內。1992年9月21日開幕、1998年6月1日締結技術指導契約、同年10月加盟OHR
- 中部地方
  - 新潟大倉飯店（日语：ホテルオークラ新潟）（新潟縣新潟市） - 1978年10月8日開幕
  - 濱松大倉飯店（日语：オークラアクトシティホテル浜松）（靜岡縣濱松市） - ACT CITY濱松（日语：アクトシティ浜松）內。1994年10月8日開幕
- 近畿地方
  - 京都大倉飯店（京都府京都市） - 1888年以旅館「京都常盤」創業，1895年改稱京都飯店（日语：京都ホテル），1994年7月10日全館重新開幕、2001年11月22日簽訂業務合作契約、2002年1月加盟OHR、同年2月改為現名
    - 2011年12月2日，在《米其林指南京都、大阪、神戶、奈良2012》「舒適飯店排名」獲「紅4」評價

  - 神戶大倉飯店（日语：ホテルオークラ神戸）（兵庫縣神戶市） - 美利堅公園內。1989年6月22日開幕
- 九州地方
  - 福岡大倉飯店（日语：ホテルオークラ福岡）（福岡縣福岡市） - 博多Riverain（日语：博多リバレイン）內。1999年3月1日開幕

#### Resort
- 關東地方
  - 千葉科技園區大倉飯店（千葉縣木更津市） - 上總科技園區（日语：かずさアカデミアパーク）內。1997年2月24日開幕。
  - 森林客棧昭和館（東京都昭島市） - 昭和之森內。1998年11月20日開幕、1999年10月加盟OHR
  - 東京灣大倉飯店（日语：ホテルオークラ東京ベイ）（千葉縣浦安市） - 東京迪士尼渡假區內。最初名為第一飯店東京灣，1988年7月8日開幕。第一飯店退出後委託營運。2002年4月1日改為現名並加盟OHR
- 中部地方
  - 鹿島森林飯店（長野縣北佐久郡輕井澤町） - 1977年7月8日開幕
- 九州地方
  - JR豪斯登堡大倉飯店（長崎縣佐世保市） - 豪斯登堡内，1995年6月1日以JR豪斯登堡全日空飯店開幕，2012年3月31日與全日空飯店（日语：全日空ホテルズ）結束契約，2012年4月1日改稱「JR豪斯登堡大倉飯店」加盟OHR
  - 城山觀光酒店（鹿兒島市） - 1963年3月23日開幕、2015年4月1日OHR加盟

#### 大倉先鋒精選飯店
- 關東地方
  - 筑波大倉先鋒飯店（茨城縣筑波市） - 筑波中心大廈（日语：つくばセンタービル）內。1983年6月10日以筑波第一飯店開幕。1990年4月19日筑波第一飯店別館開幕。1999年8月27日筑波第一飯店EPOCHAL開業。2001年4月1日改名並加盟OHR
  - 海老名大倉先鋒飯店（神奈川縣海老名市） - 第一飯店海老名於1995年7月15日開幕，2001年4月1日改為現名並加盟OHR
  - 千葉大倉飯店（千葉縣千葉市） - 2000年3月30日締結委託營運契約，2001年12月18日開幕

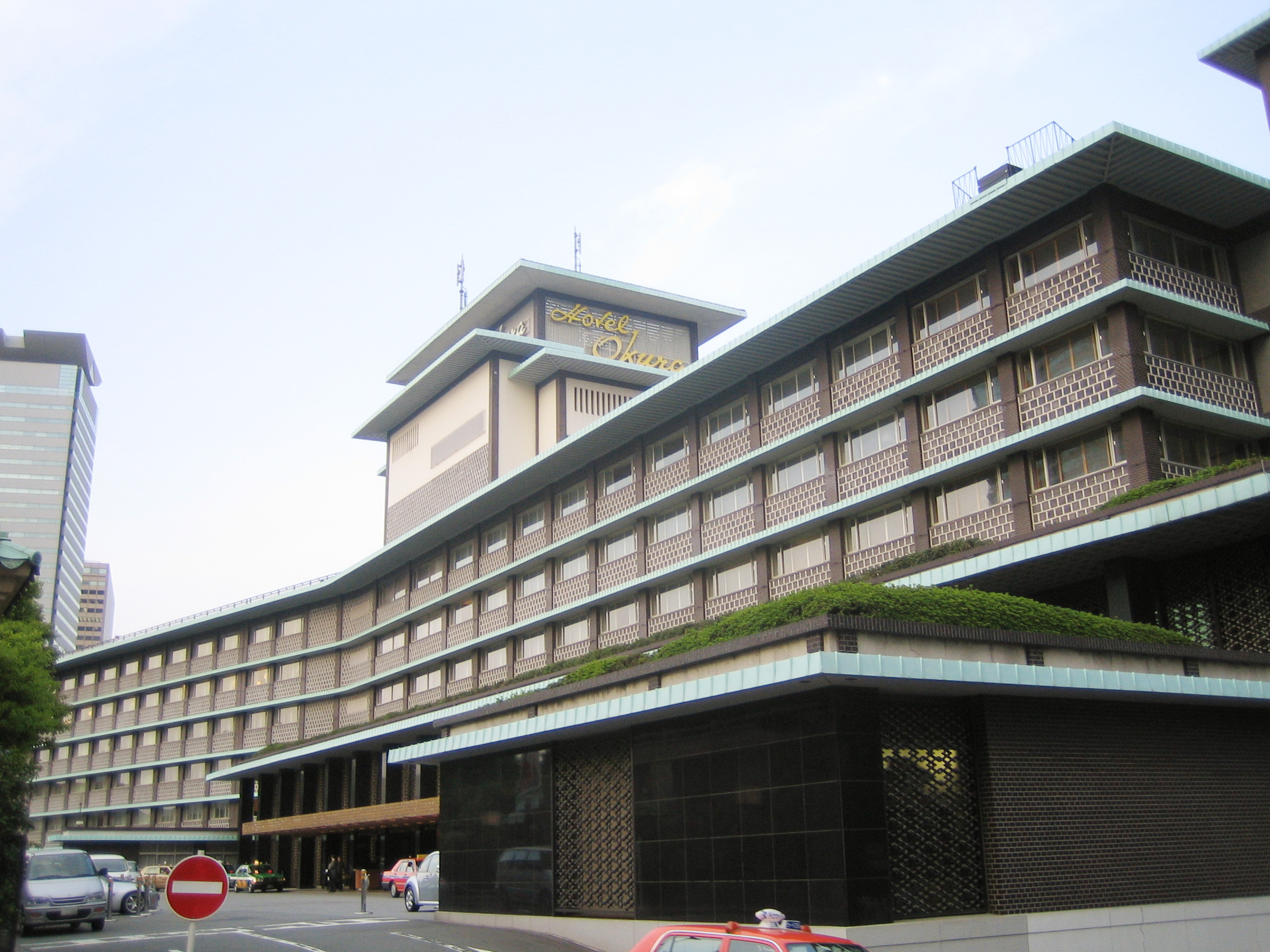
東京大倉飯店本館
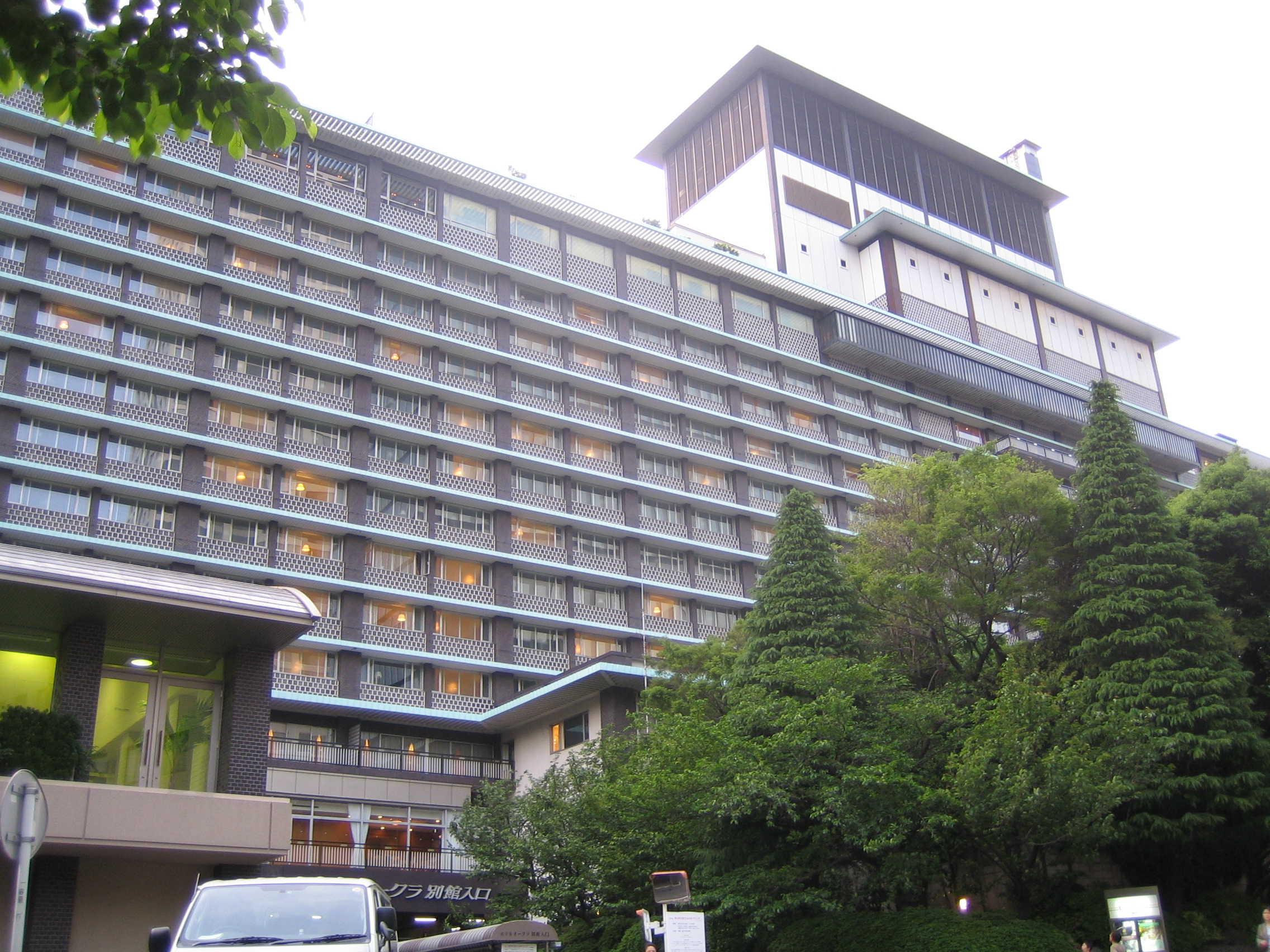
東京大倉飯店別館
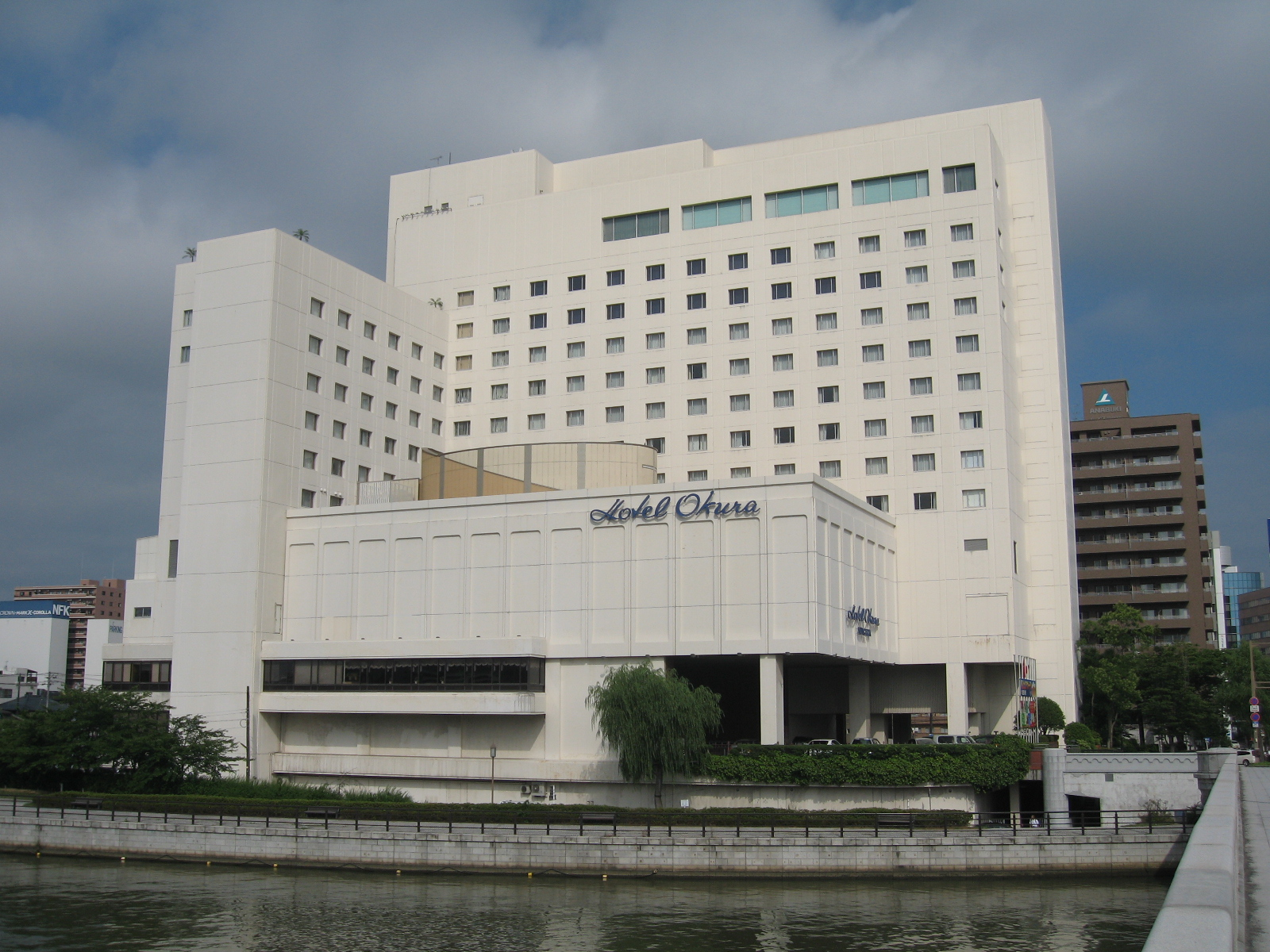
新潟大倉飯店
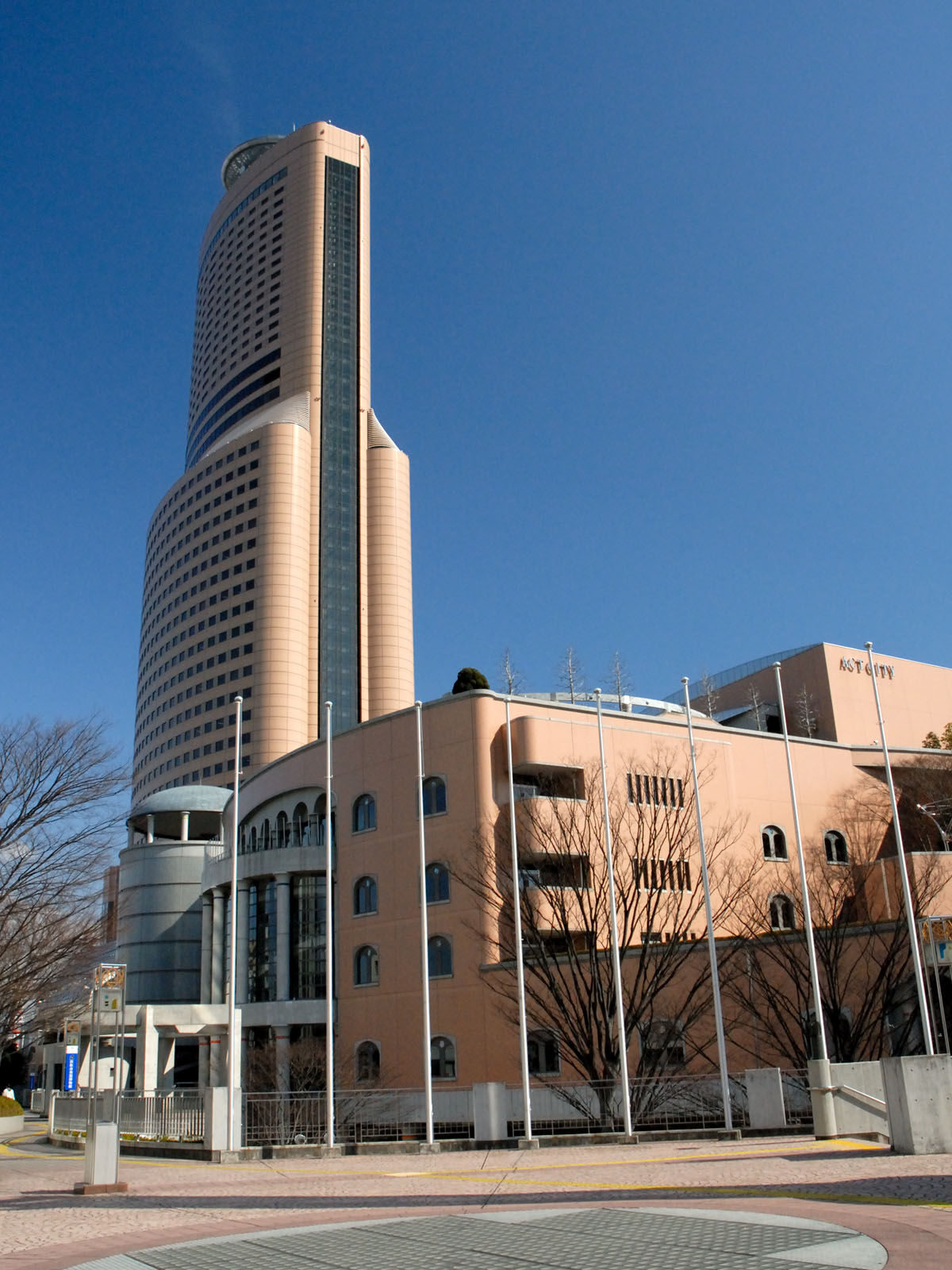
濱松大倉飯店
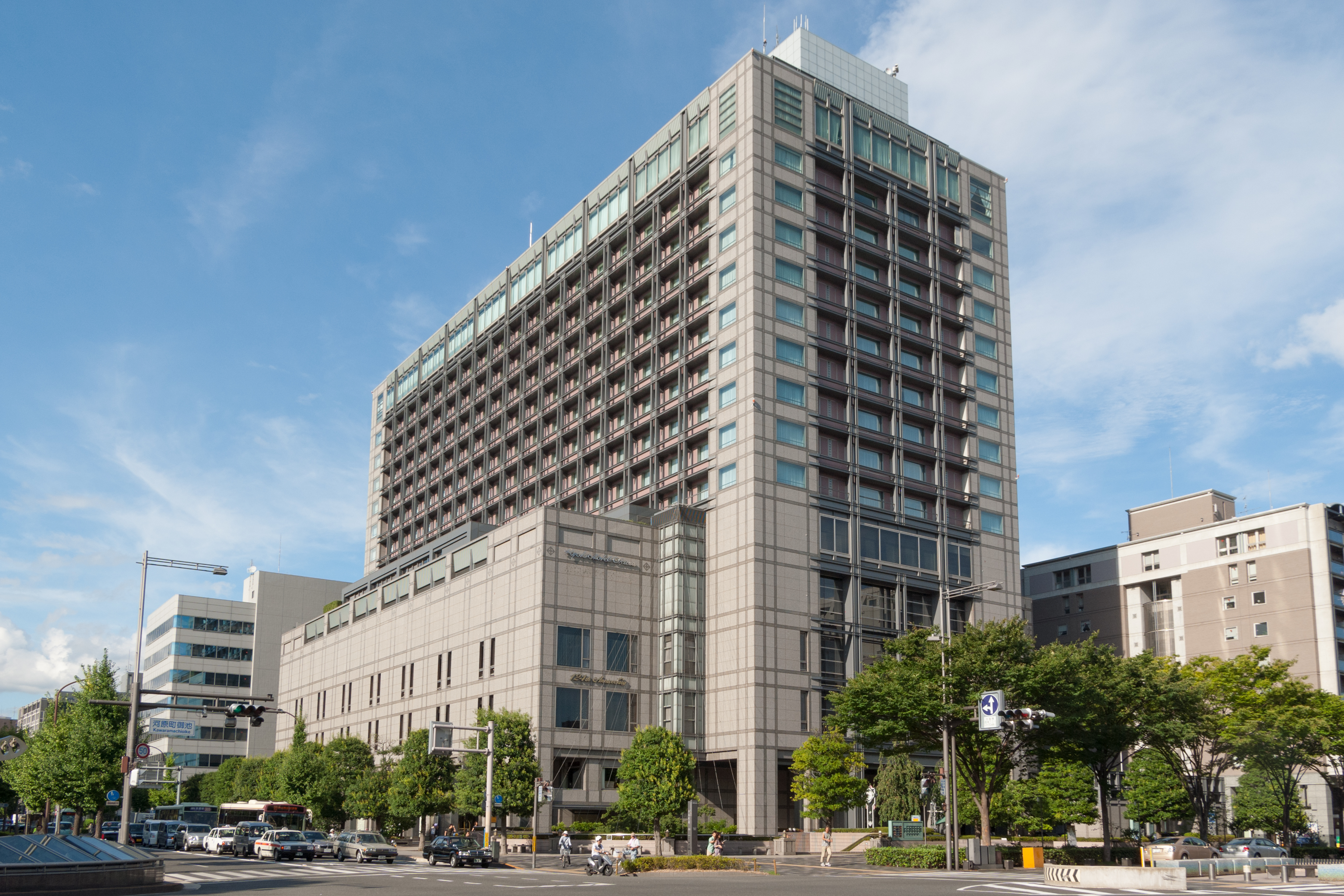
京都大倉飯店
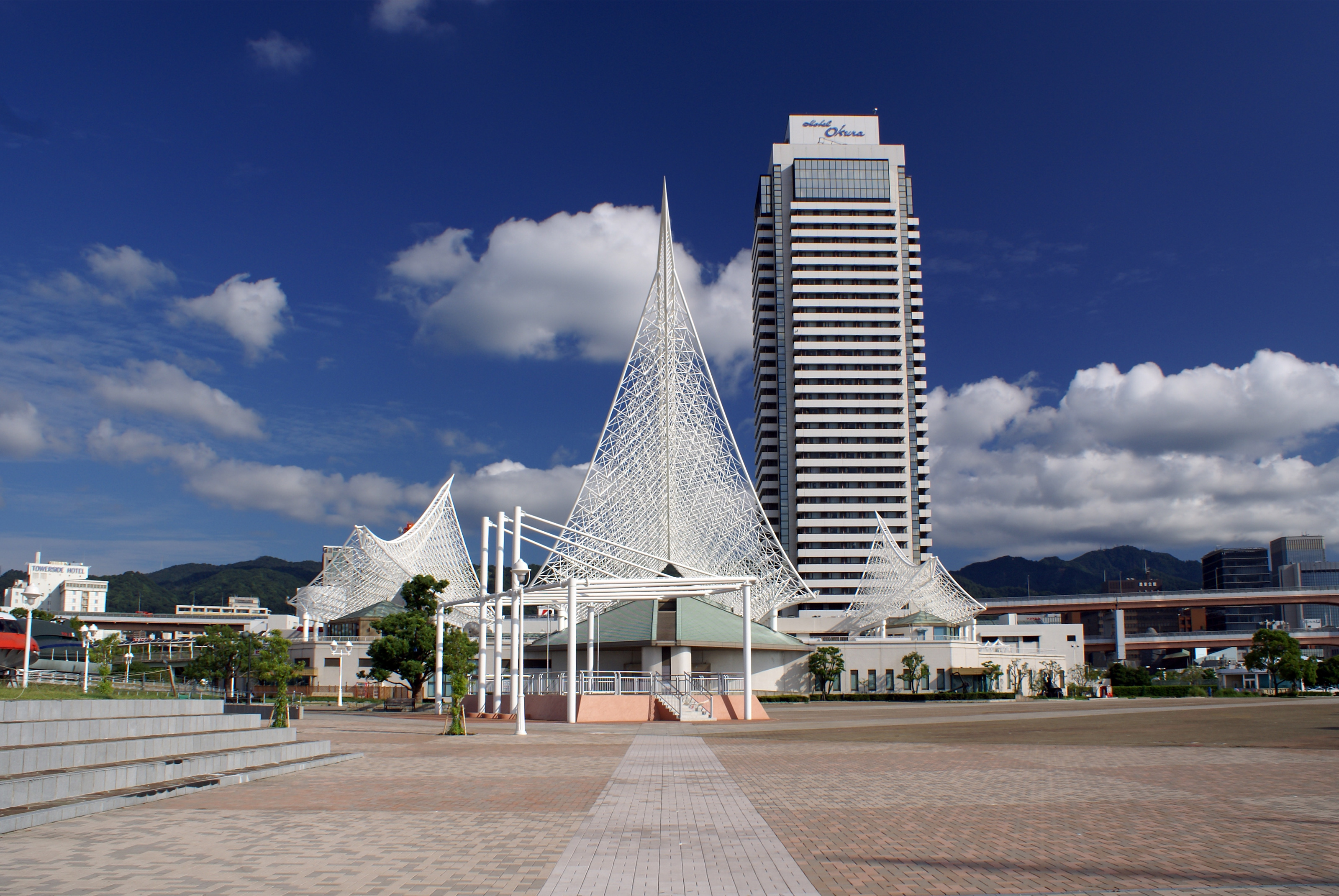
神戶大倉飯店
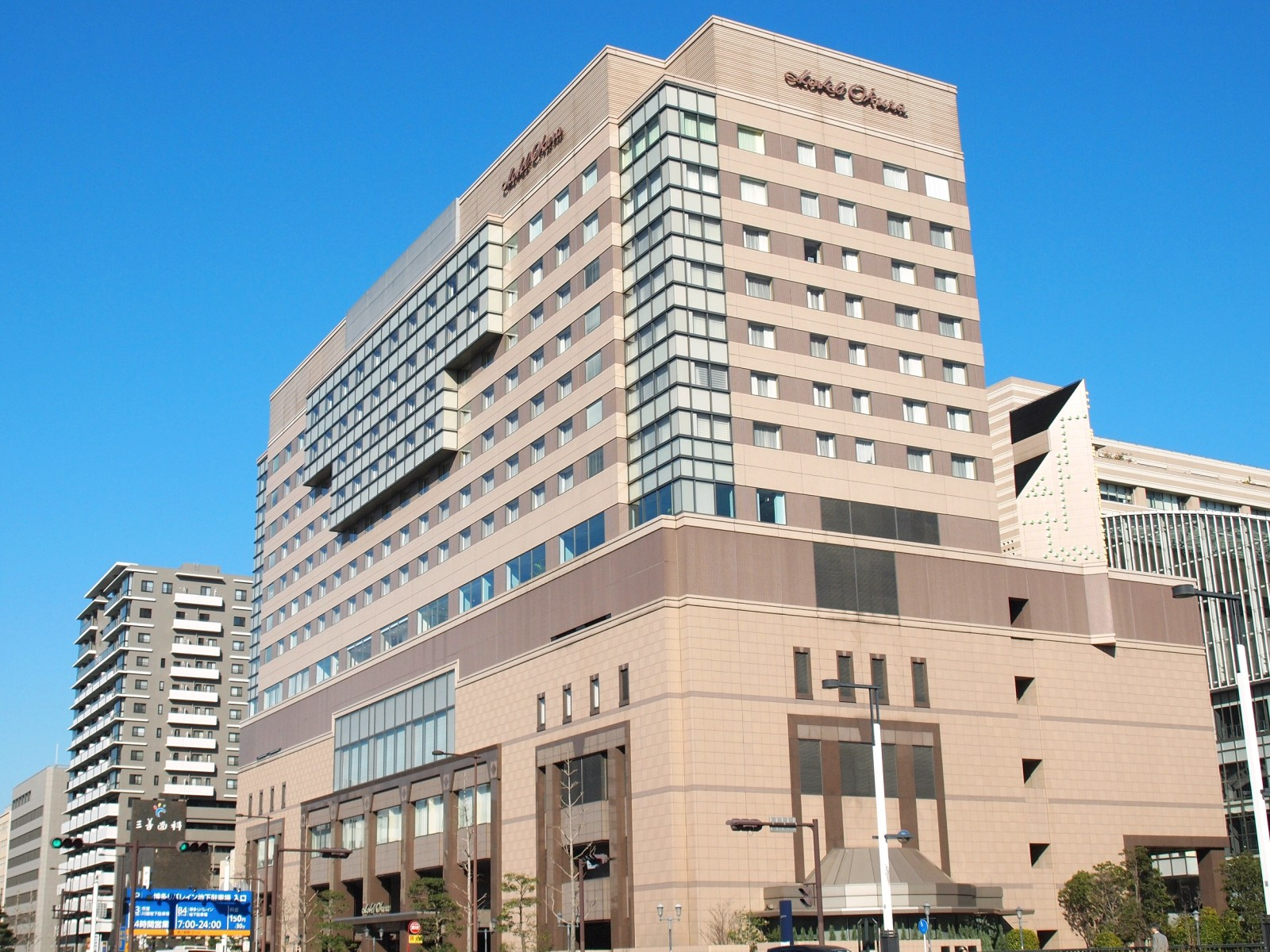
福岡大倉飯店
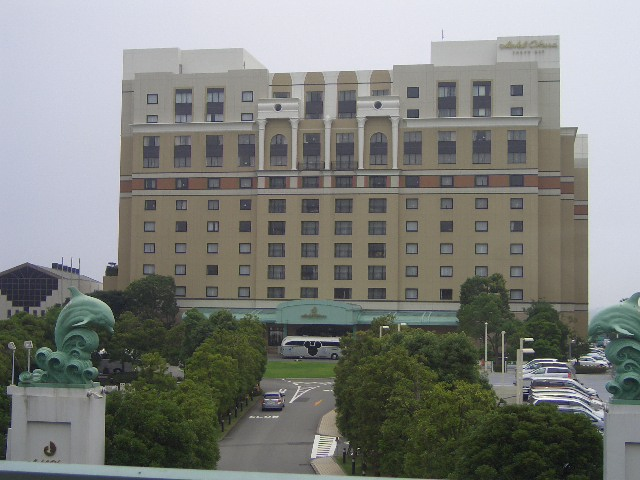
東京灣大倉飯店
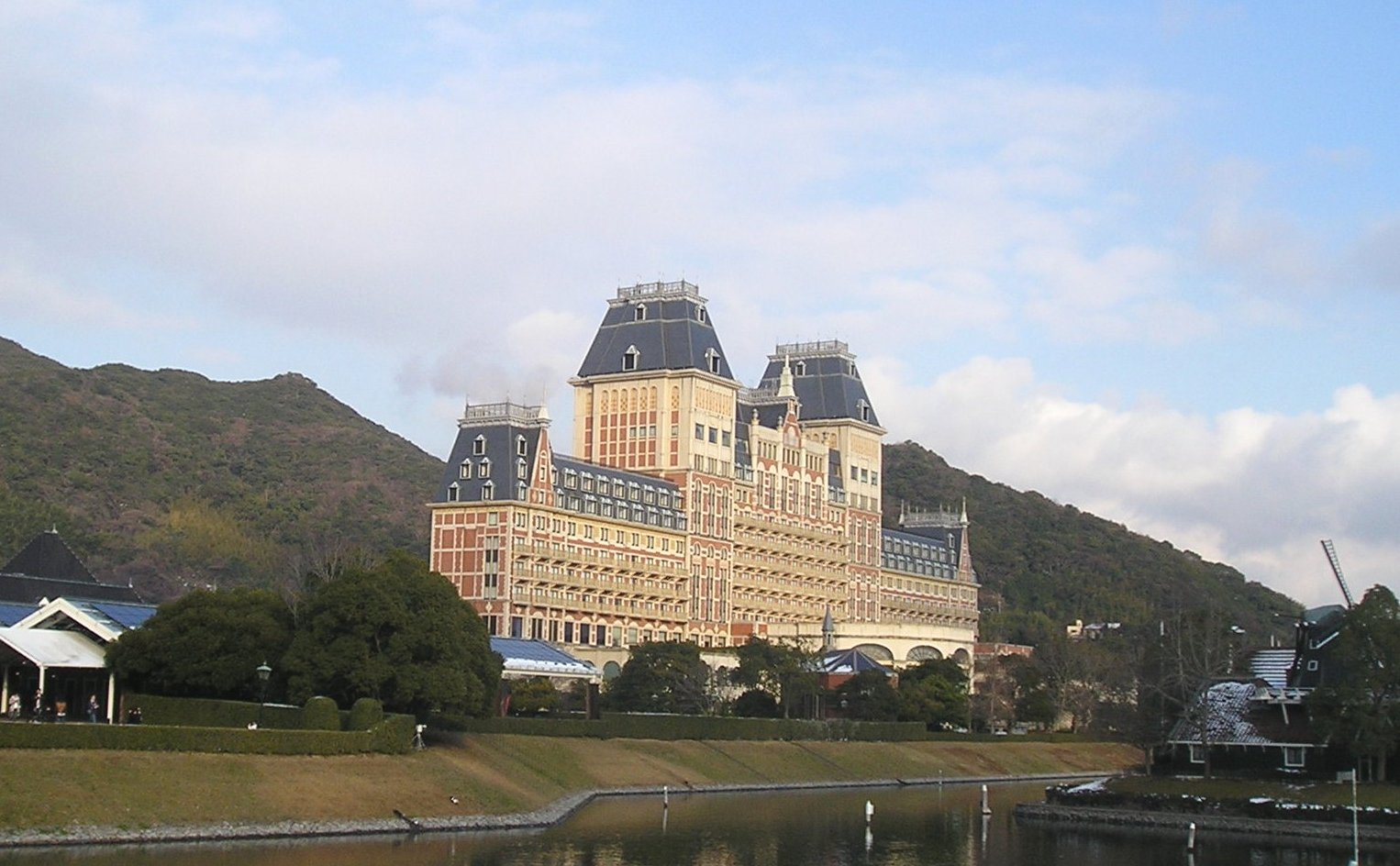
JR豪斯登堡大倉飯店
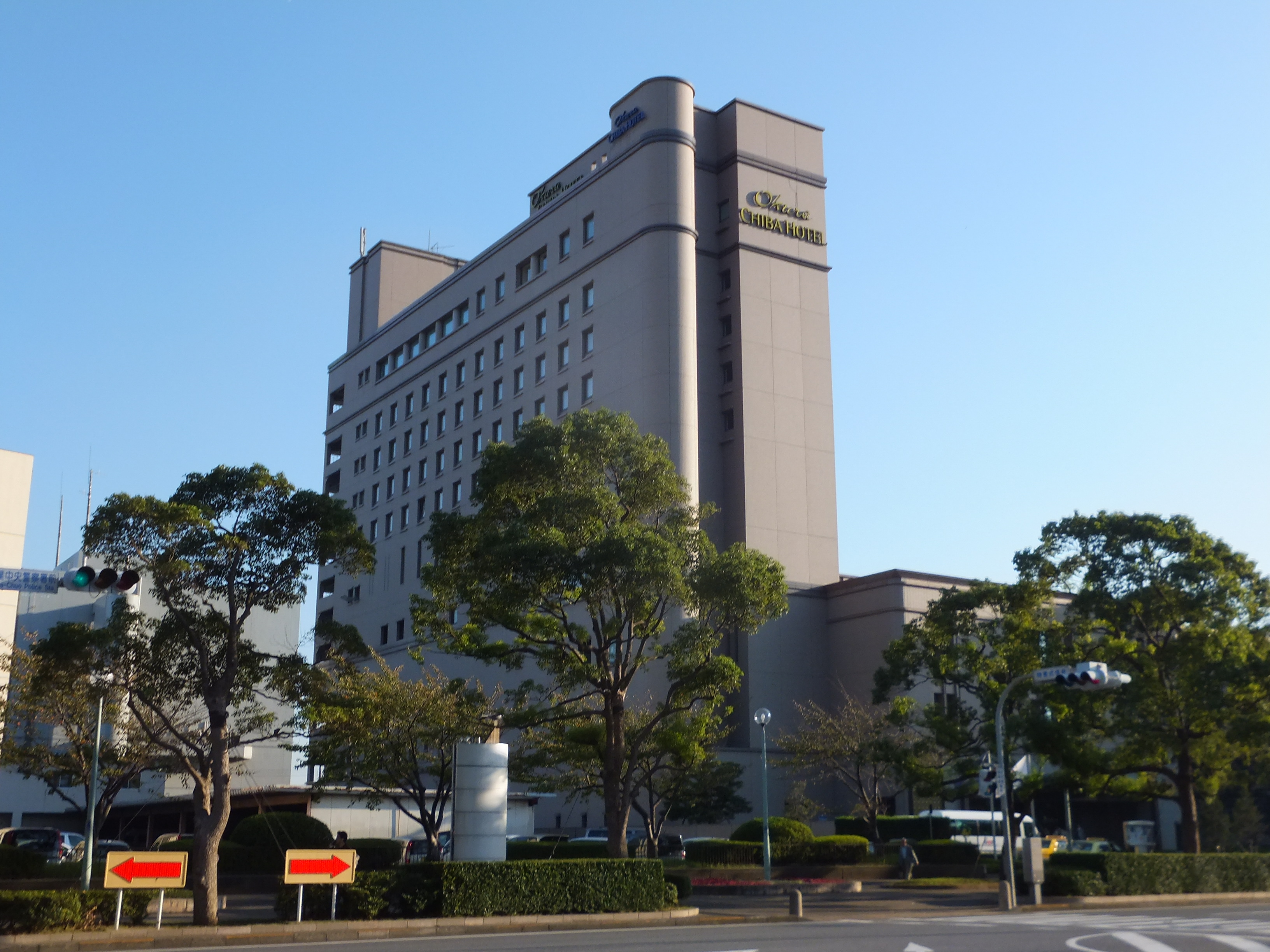
千葉大倉飯店

#### 過去營運、技術指導或加盟的飯店
- 北海道
  - 札幌ALPHA飯店 - 1980年4月25日開幕，2003年2月閉館。同年6月開幕的札幌大倉飯店前身。
  - ALPHA TOMOMU飯店 - 1983年12月22日開幕，現在僅剩餐廳仍在營業。
- 東北地方
  - 濱津大飯店（日语：ホテルハマツ）（福島縣郡山市） - 1991年5月18開幕，1994年6月15日加盟OHR，2004年9月結束契約
- 關東地方
  - 霞友會館飯店（東京都千代田區三番町） - 1975年11月11日開幕。1998年12月閉館。舊址改建為辦公大樓。
- 中部地方
  - 赤倉觀光飯店（新潟縣妙高市） - 1937年12月12日開幕，2004年7月1日加盟OHR，2005年6月結束契約
  - 川奈飯店（靜岡縣伊東市） - 1936年12月6日開幕，2002年5月21日申請重整，同年8月1日由KOKUDO（コクド），現王子大飯店（日语：プリンスホテル））收購
- 中國地方
  - 岡山國際飯店（岡山縣岡山市） - 1973年4月25日開幕，2006年4月1日加盟OHR，2007年10月1日締結營運委託契約，改稱「岡山大倉飯店」，2010年8月23日申請重整。2010年12月27日結束契約，同年12月28日再改回「岡山國際飯店」。
- 九州地方
  - 海牙飯店（長崎縣佐世保市） - 豪斯登堡內，1992年11月8日開幕，1994年加盟OHR，1999年結束契約。2009年7月1日起休館，2011年7月15日以「長崎華特馬克酒店」重新開幕
  - 歐洲飯店（長崎縣佐世保市） - 豪斯登堡內，1992年11月8日開幕，1994年9月15日加盟OHR，2009年8月結束契約

### 海外連鎖

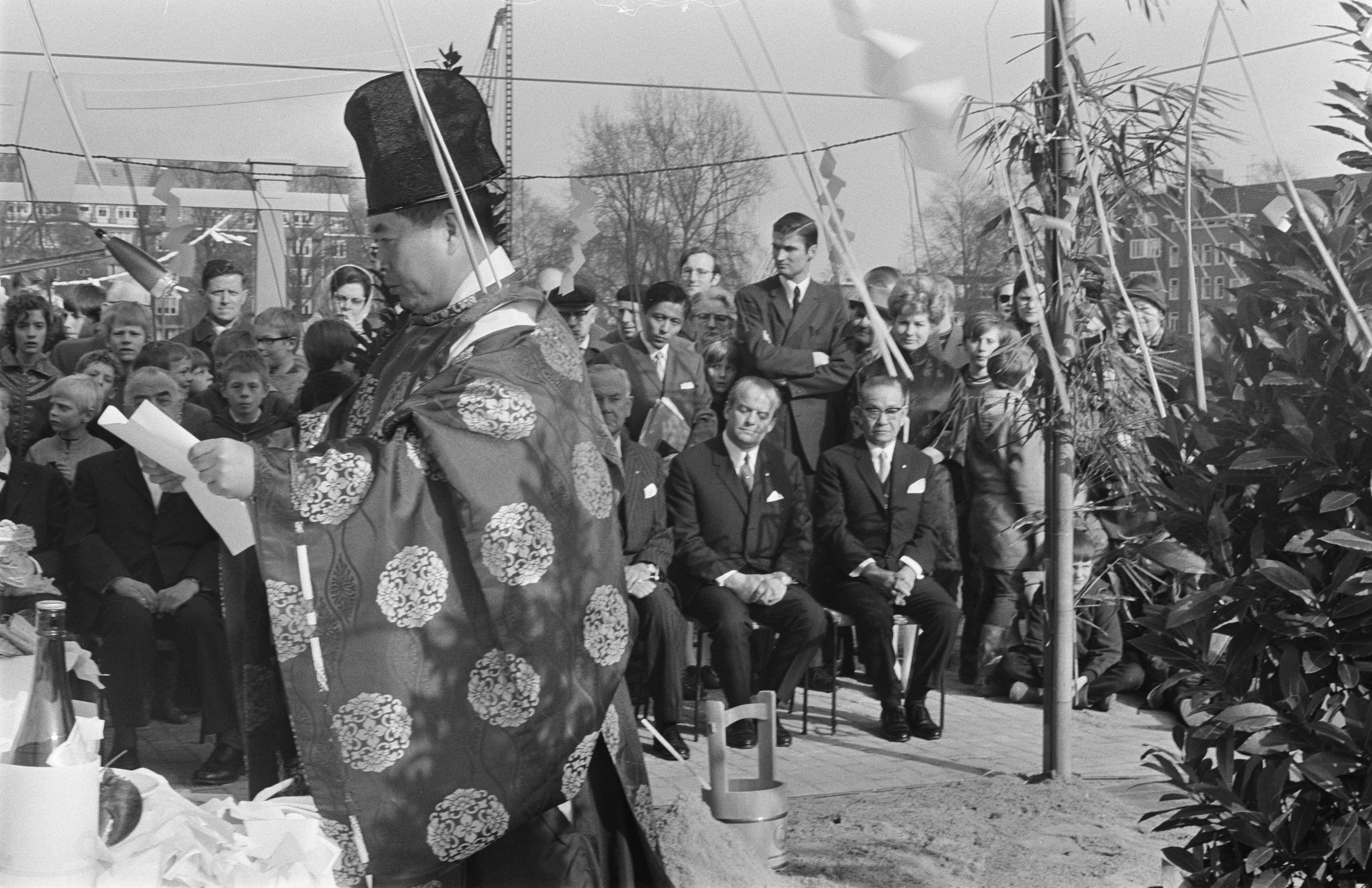
阿姆斯特丹 (1969)

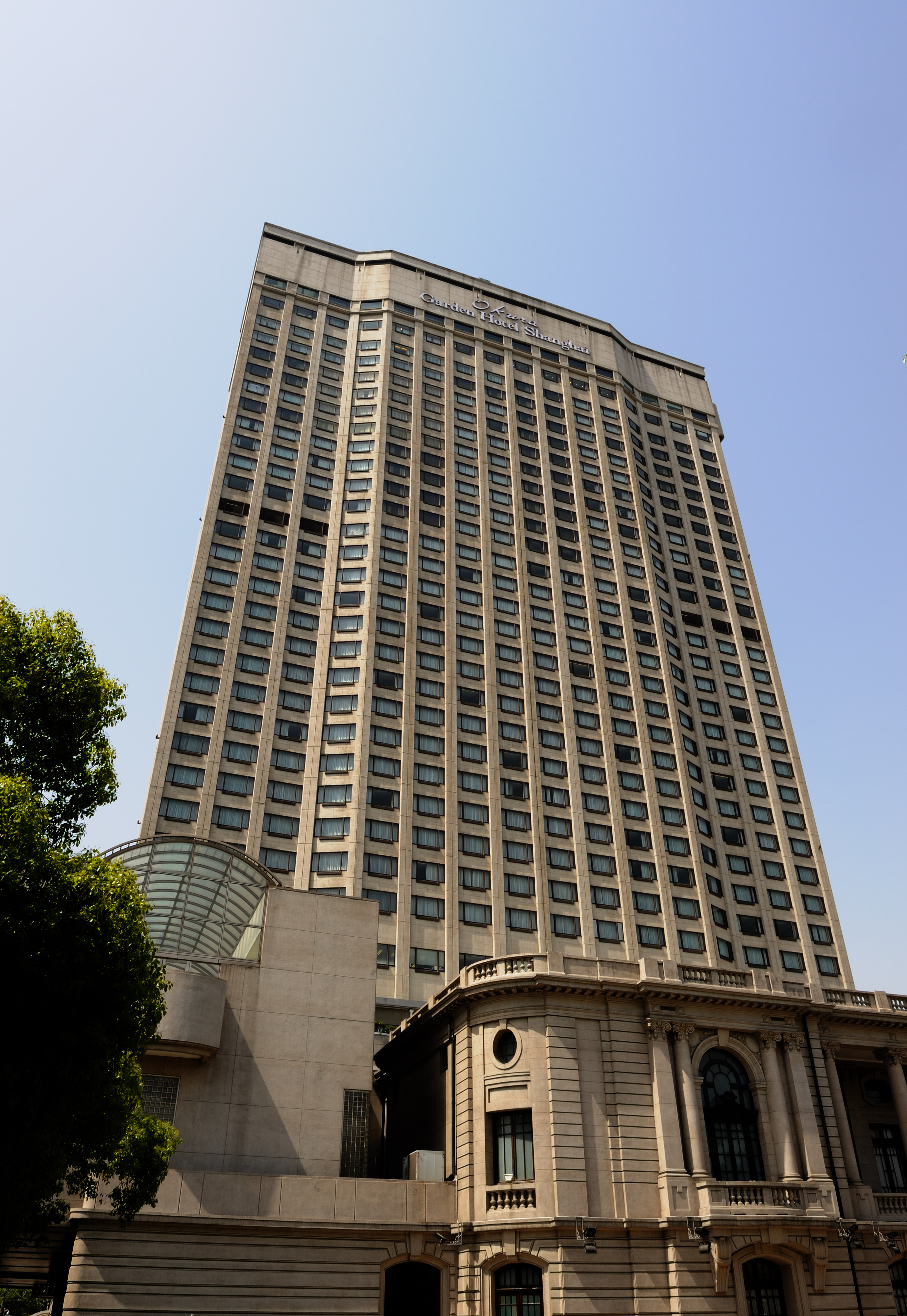
上海花園飯店

#### City
- 阿姆斯特丹大倉飯店（阿姆斯特丹） - 1971年（昭和46年）9月24日開幕
- 上海花園飯店（上海） - 1990年（平成2年）3月20日開幕
- 首爾新羅酒店（首爾）- 1979年（昭和54年）3月8日開幕
- 澳門大倉酒店（澳門） - 2011年（平成23年）5月15日開幕
- 曼谷大倉新頤飯店（日语：オークラ プレステージバンコク）（曼谷）- 2012年（平成24年）5月14日開幕
- 台北大倉久和大飯店（台北）- 2012年（平成24年）8月3日開幕
- 台中大倉新頤酒店（台中）- 2023年（令和5年）開幕（暫定）

#### Resort
- 凱海蘭度假村酒店（日语：ザ・カハラホテル&リゾート）（歐胡島） - 1964年（昭和39年）1月22日以凱海蘭希爾頓酒店開幕，1996年脫離希爾頓，由文華東方酒店營運並更名為「凱海蘭文華東方酒店」，2006年3月1日脫離文華東方酒店改為現名，2009年（平成21年）2月1日加盟OHR
- 濟州新羅酒店（濟州島） - 1990年（平成2年）7月1日開幕
- 瑪凱娜高爾夫度假村（茂宜島）- 1986年（昭和61年）8月1日以茂宜王子大飯店開幕，2009年（平成21年）9月17日改為現名，2011年（平成23年）4月1日加盟OHR

#### 過去技術指導或加盟德飯店
- 薩穆德拉海灘飯店（印尼） - 1964年（昭和39年）4月8日與印尼政府簽訂經營指導契約，1966年（昭和41年）2月15日開幕，1971年（昭和46年）3月結束契約
- 安巴奴莫皇宮飯店（印尼） - 1964年（昭和39年）4月8日與印尼政府簽訂經營指導契約，1966年（昭和41年）3月20日開幕，1971年（昭和46年）3月結束契約
- 來來香格里拉大飯店（台北） - 現台北喜來登大飯店、1981年3月24日開幕（技術指導契約），1982年（昭和57年）3月31日結束契約
- 科納村莊度假村（夏威夷島） - 1966年（昭和41年）開幕，1992年（平成4年）3月1日加盟OHR，2000年（平成12年）3月結束契約
- 關島大倉飯店（關島） - 1972年（昭和47年）12月2日開幕，2008年（平成20年）3月31日結束契約
- 哈利庫拉尼飯店（日语：ハレクラニ）（歐胡島） - 1907年（明治40年）開幕，1984年（昭和59年）4月加盟OHR，2008年（平成20年）3月結束契約
- 威基基公園飯店（歐胡島） - 1987年（昭和62年）開幕，2008年（平成20年）結束契約

## 食品安全爭議
- 2017年3月，台北市大倉久和大飯店，遭離職員工踢爆歐風館自助餐廳曾使用問題食材，過期三個月的蝦子仍煮熟上菜、芋頭削掉發霉處炸成天婦羅；北市衛生局現場稽查更發現六項衛生缺失，如菜刀消毒櫃內有蟑螂出沒、八項海鮮食材未標效期、作業區內冰箱風扇不潔、食材放地面等六項缺失。[2]

## 外部連結
- 大倉飯店及渡假村 （页面存档备份，存于）
- 日航飯店與日航都市飯店 （页面存档备份，存于）
- 會員計畫 One Harmony （页面存档备份，存于）